# Giovanni Fantuzzi (storico)
Giovanni Fantuzzi (Bologna, 2 dicembre 1718 – Bologna, 13 giugno 1799) è stato uno storico, biografo e bibliografo italiano.

## Opere
- Memorie della vita del generale Luigi Ferdinando Marsigli, Bologna, Lelio dalla Volpe, 1770.
- Memorie della vita di Ulisse Aldrovandi, Bologna, Lelio dalla Volpe, 1774.
- Notizie della vita e degli scritti di Francesco Maria Zanotti, Bologna, Stamperia di San Tommaso d'Aquino, 1778.
- Notizie degli scrittori bolognesi, vol. 1, Bologna, Stamperia di San Tommaso d'Aquino, 1781. (9 volumi, 1781-1794)